# كريم براهام شاوش
{
 كريم براهام شاوش (مواليد 17 يوليو 1978) بـالجزائر هو لاعب كرة قدم جزائري، كان يلعب في مركز مهاجم. · 

## مسيرته الكروية
- 1997-1999: اتحاد بلدية خميس الخشنة
- 1999-2001: الشباب الرياضي لبلدية برج الكيفان
- 2001 : نادي مولودية الجزائر
- 2001-2002: الشبيبة الرياضية لمدينة الشراقة
- 2002-2006: نادي مولودية الجزائر
- 2006-2008:شبيبة بجاية
- 2008-2009:مولودية باتنة
- 2009-2010:شبيبة القبائل
- 2010:نصر حسين داي
- 2010-2011:مولودية وهران
- 2011:نادي بارادو

## روابط خارجية
- كريم براهام شاوش على موقع قاعدة بيانات كرة القدم.إي يو (الإنجليزية)
- كريم براهام شاوش على موقع Soccerway.com (الإنجليزية)